# 丹尼斯·諾瓦克
丹尼斯·諾瓦克（Dennis Novak；1993年8月28日—）是奧地利的一位網球運動員。2016年7月，諾瓦克的ATP世界排名創出新高，達195位。2013年，他首次參加ATP主要賽事。他也參加過除了法網之外的另外三大網球大滿貫賽事。

## 外部連結
- 丹尼斯·諾瓦克（英文/西班牙文）的官方資料
- 丹尼斯·諾瓦克的國際網球總會 職業／青少年 官方資料（英文）
- 丹尼斯·諾瓦克的官方資料（英文）